# Karl Bernhard Klinckowström
Karl Bernhard Klinckowström (* 16. Oktober 1682 in Wismar; † 26. Oktober 1704 bei Kalisch) war Kammerpage und Günstling des schwedischen Königs Karl XII.

## Leben
Karl Bernhard war ein Sohn des Martin Klinckow (1650–1717), unter dem Namen Klinckowström geadelter Regierungsrat in Schwedisch-Pommern, und der Anna Elisabeth Vorberger († 1705). Er wurde Page des gleich alten schwedischen Kronprinzen Karl. Nach dessen Krönung wurde er 1697 zum Kammerpagen ernannt. Während der ersten Jahre des Großen Nordischen Krieges war er bei allen Schlachten Karls XII. an dessen Seite. Er begleitete ihn bei der Landung auf Seeland, der Schlacht bei Narva (1700), der Schlacht an der Düna (1701) und der Schlacht bei Klissow (1702). Bei einem Aufklärungsritt mit dem König während des Feldzugs in Polen 1702 wurde er schwer verwundet und geriet in Gefangenschaft.
Am 26. Oktober 1704 begleitete Karl Bernhard Klinckowström auf Befehl des Königs den Generaladjutanten Karl Gustav Düker bis vor die Mauern der Stadt polnischen Stadt Kalisch, wo dieser die Kapitulation annehmen sollte. Nachdem sich die Besatzung bereits ergeben hatte, wurde von den Mauern ein Schuss abgegeben, der Klinckowström sofort tötete. Düker ließ auf eigene Verantwortung als Vergeltung zehn gefangene Sachsen erschießen. Klinckowströms Leiche wurde mit der Armee mitgeführt, bis sich die Gelegenheit ergab, sie nach Pommern zu senden. Die Beisetzung erfolgte im Familienbegräbnis der Klinckowströms in Stralsund.
Wegen seines engen Kontaktes und seines Einflusses auf den König hatten sich viele Leute bemüht, das Wohlwollen des jungen Pagen zu erringen. Klinckowström war ein leidenschaftlicher, aber auch erfolgreicher Spieler. Bei seinem Tod hinterließ er rund 50.000 Riksdaler, die er zum größten Teil auf diese Weise erworben haben soll.